# Live in your Head: When Attitudes Become Form
Live in your head: When Attitudes become Form (Work-Processes-Concepts-Situations-Information) fue una exposición presentada en el Kunsthalle de Berna del 22 de marzo al 27 de abril de 1969 comisariada por Harald Szeemann.
La ausencia de un plan comisarial previo fue una de las cosas más innovadoras de esta exposición que nació y creció desde el proceso de investigación y metodología de un sistema dinámico y complejo. La muestra revolucionó el modelo de entender la exposición y el papel del comisario, cuestionó las concepciones tradicionales de museos y galerías, y terminó siendo un hito expositivo de los de los movimientos del momento. Por otro lado, también recibió duras críticas por su radicalidad, situación que provocó la dimisión de Harald Szeemann como director de la Kuntshalle de Berna.
Harald Szeemann tuvo como meta el mostrar al público, en toda su diversidad, la confluencia de los impulsos radicales, sociales, políticos y estéticos que emergieron de las distintas actividades artísticas tales como el minimalismo, el arte conceptual, la antiforma, el arte micro-emocional, el arte procesual, el arte povera y el arte de la tierra (land art), entre otros. La variedad de las manifestaciones anteriores le condujo a bautizar la exposición con un nombre que no hiciera referencia a ningún movimiento en particular, sino a una actitud colectiva. Además también le agregó el lema del artista Keith Sonnier: Live in your Head. 
Si el título de la exposición utilizó las palabras “obras”, “conceptos”, “procesos”, “situaciones” e “informaciones” fue porque en ellas se concretaban las actitudes de los artistas. Harald Szeemann declaró que lo que unificaba la exposición era la primacía del proceso y de la actividad, los cuales radicaban fundamentalmente en las actitudes internas de los artistas para quienes lo importante era el acto producido por una actitud y no el objeto hecho para ser consumido por el mercado. En este orden, hay que decir también que la elección del material y el resultado formal de la obra sólo representaban una prolongación del gesto artístico, ya que lo importante era la experiencia del proceso, cuyo objetivo era únicamente significar. La nueva concepción de lo que debía ser una exposición cambió la estructura básica del mundo del arte y el espacio expositivo dejó de ser un lugar donde mostrar obras sacadas de los estudios de los artistas o de otras galerías y museos para convertirse en un inmenso laboratorio de experimentación en el que los artistas produjeran sus obras in situ. 

## Artistas
Se presentaron 69 artistas americanos y europeos representando el arte más reciente, posterior al arte pop y al minimalismo, era el movimiento internacional que estaba aún por definirse. Entre estos artistas estaban; 
Carl Andre, Giovanni Anselmo, Richard Artschwager, Thomas Bang, Jared Bark, Robert Barry, Joseph Beuys, Alighiero Boetti, Mel Bochner, Marinus Boezem, Bill Bollinger, Michael Buthe, Pier Paolo Calzolari, Paul Cotton, Hanne Darboven, Jan Dibbets, Ger van Elk, Rafael Ferrer, Barry Flanagan, Ted Glass, Hans Haacke, Eva Hesse, Douglas Huebler, Paolo Icaro, Alain Jacquet, Neil Jenney, Stephen Kaltenbach, Jo Ann Kaplan, Edward Kienholz, Yves Klein, Joseph Kosuth, Jannis Kounellis, Gary B. Kuehn, Sol LeWitt, Bernd Lohaus, Richard Long, Roelof Louw, Bruce McLean, Walter De Maria, David Medalla, Mario Merz, Robert Morris, Bruce Nauman, Claes Oldenburg, Dennis Oppenheim, Panamarenko, Pino Pascali, Paul Pechter, Michelangelo Pistoletto, Emilio Prini, Markus Raetz, Allen Ruppersberg, Reiner Ruthenbeck, Robert Ryman, Frederick Lane Sandback, Alan Saret, Sarkis, Jean-Frédéric Schnyder, Richard Serra, Robert Smithson, Keith Sonnier, Richard Tuttle, Frank Lincoln Viner, Aldo Walker, Franz Erhard Walther, William G. Wegman, Lawrence Weiner, William T. Wiley, Gilberto Zorio.

## Obras destacadas
El Kunsthalle contuvo obras muy diversas, como por ejemplo, reportajes fotográficos, textos extraídos de periódicos locales, montones de materiales en estado bruto, informaciones, alteraciones físicas de los elementos de las salas, intervenciones en el espacio público, etc. De todos modos, Szeemann dedicó dos salas enteras a sendos artistas, una al norteamericano Claes Oldenburg y otra al europeo Joseph Beuys, ya que los consideraba figuras patriarcales de la nueva generación artística.
En cuanto a obras que destacaron en la exhibición, hay que mencionar Splash Piece de Richard Serra, una proyección de plomo fundido contra la pared que iba acompañada de bandas de goma y tubos de neón colocados por encima, y a otras de carácter temporal, como el proyecto de Robert Morris hecho con material combustible y cuyos residuos se iban acumulando durante la exposición al lado del Travel Piece de Ruppersberg para ser finalmente quemados en la clausura de la exposición. También, Art by Telephone de Walter de Maria, que consistió en contestar, durante cinco semanas, a la llamada de un teléfono dispuesto en el suelo que podía ser descolgado por el visitante. Llamaron asimismo la atención, el iglú de cristal de Mario Merz y la intervención urbana Bern Depression de Michael Heizer, que, a su vez, originó una gran polémica ya que consistió en romper parte de una acera.

## Catálogo
El catálogo fue de gran importancia en esta muestra ya que, a partir del principio de que el trabajo realizado bajo la premisa de la “actitud” tanto puede ser material como inmaterial, la obra de quince de los sesenta y nueve artistas que participaron en la exposición sólo estaba representada por la documentación que aparecía en el catálogo. 

## Itinerancia
Museum Haus Lange, Krefeld: 9 de mayo a 15 de junio de 1961 
The Institute of Contemporary Arts, Londres: 28 de agosto a 27 de septiembre de 1969